# Jeremias van Rensselaer
Pour les articles homonymes, voir van Rensselaer.
Jeremias van Rensselaer, né le 16 mai 1632 à Amsterdam et mort le 12 octobre 1674 à Rensselaerswijck, est un homme d'affaires néerlandais de la colonisation des États-Unis. 

## Biographie
Jeremias van Rensselaer est né le 16 mai 1632 à Amsterdam. Il est le deuxième fils de Kiliaen van Rensselaer (1586–1643), un des fondateurs et directeur de la Compagnie néerlandaise des Indes occidentales et d'Anna van Wely (1601–1670), la seconde épouse de son père. Il est élevé à Keizersgracht et a reçoit une éducation calviniste. Parmi ses frères et sœurs se trouve le demi-frère aîné Johan van Rensselaer (le fils aîné de la première épouse de son père, Hillegonda van Bylaer), qui deviendra le deuxième patron en 1643 à la mort de leur père. Un autre frère aîné, Jan Baptist van Rensselaer (le premier fils du père et de la mère de Jeremias), deviendra le troisième patron en 1652.
En 1654, il navigue d'Amsterdam sur le Gelderse Blom vers la colonie néerlandaise de Nouvelle-Néerlande et retourne en Hollande sur le Beaver, le 28 octobre 1655, avant de rejoindre Amsterdam sur le Gilded Otter , peu après, le 14 juin 1656.
En 1658, son frère aîné Jan Baptist retourne à Amsterdam et Jeremias lui succède comme directeur de Rensselaerwyck le 24 septembre 1658. Jeremias est le premier de sa famille à s'établir définitivement en Amérique, les seize années restantes de sa vie étant consacré au gouvernement de la colonie.
Poursuivant la politique commencée sous les vice-directeurs, il devient un homme d'une grande influence parmi les Indiens. Pour les Français au Canada, il est connu comme l'un des hommes les plus représentatifs et les plus capables des colonies hollandaises et anglaises. Il aplanit les différends aigus avec Peter Stuyvesant (1612-1672) qui avaient troublé les administrations de son frère et de van Slichtenhorst, et pendant le bref séjour de l' autorité hollandaise en Nouvelle-Hollande est en excellents termes avec le gouverneur. 
En 1661, huit chaises, un lit, un miroir et une armoire lui sont envoyés de la République hollandaise. 
En 1664, Jan Baptist, Elisabeth van Twiller, la veuve de Johan, Leonora et Susanna décident de lui vendre toutes leurs propriétés dans et autour de Rensselaerswijck. Son jeune frère Rijckert arrive alors à la colonie pour l'aider.
À l'occasion du landtsdagh ou régime convoqué par Stuyvesant au début de 1664 pour délibérer sur l'état critique de la province - c'était la première assemblée générale représentative tenue dans l'état actuel de New York - il en est Président.
Après la reddition aux Anglais en septembre 1664, il prête serment au nouveau gouvernement, et les droits et immunités dont jouissait sa famille dans sa colonie sont reconnus, bien que le statut futur précis de la propriété n'a pas été réglé à son époque. Il souhaite obtenir un nouveau brevet au nom de sa famille et, échouant, il lui est conseillé en privé d'intervenir en l'espèce en tant qu'individu (étant qualifié pour détenir des biens immobiliers en vertu de sa citoyenneté britannique), conseil qu'il repousse avec indignation, disant qu'il n'était qu'un cohéritier et qu'il ne frustrerait pas ses frères et sœurs. Il a finalement obtenu du gouverneur Andros un brevet aux héritiers de Kiliaen van Rensselaer, qui, bien que dans un sens seulement provisoire, a servi à toutes les fins nécessaires jusqu'à la concession du manoir de 1685.
Comme son neveu, Kiliaen van Rensselaer, est encore mineur à sa mort en 1674, le frère cadet de Jeremias, Nicholas van Rensselaer, lui succède comme directeur de Rensselaerwyck jusqu'à sa mort en 1678.

### Vie privée
Le 12 juillet 1662, Jeremias épouse Marritje Maria van Cortlandt (1645–1689), fille d'Olaff Stevensz van Cortlandt et d'Annetje (née Loockermans) van Cortlandt. Maria était la sœur de Stephanus Van Cortlandt et de Jacobus Van Cortlandt, qui ont tous deux servi comme maire de New York. Ensemble, Jeremias et Maria sont les parents de sept enfants : 
- Kiliaen Van Rensselaer (1663–1719), qui devient le 5e patron et le 2e seigneur du manoir de Rensselaerswyck en 1687. Il épouse sa cousine germaine, Maria Van Cortlandt (fille de Stephanus Van Cortlandt), en 1701[7].
- Johannes van Rensselaer, décédé sans descendance[7].
- Anna van Rensselaer (1665–1723), qui a épousé son cousin germain, Kilaen Van Rensselaer, le 4e patron. Après sa mort en 1687, elle épouse William Nicoll, le président de l'Assemblée générale de New York[7].
- Hendrick van Rensselaer (1667–1740)[8], qui a épousé Catharina Van Brugh (1665–1730)[9], fille du commerçant de fourrures et de bois Johannes Pieterse Van Brugh, en 1689[7].
- Maria van Rensselaer (1673-1713)[10], qui a épousé Pieter Schuyler (1657-1724), le 1er maire d'Albany et gouverneur par intérim de la province de New York[7].

Jeremias meurt à Rensselaerswyck le 12 octobre 1674. Il laisse une volumineuse correspondance, ainsi qu'une chronique minutieuse des événements en Amérique, sous le titre de New Netherland Mercury.